# Amstetten Thunder 2023
Questa voce raccoglie le informazioni riguardanti gli Amstetten Thunder nelle competizioni ufficiali della stagione 2023.

## AFL - Division I 2023

### Stagione regolare
| Amstetten 1º aprile 2023, ore 16:00 2ª giornata | Amstetten Thunder | 20 – 0 (7-0 13-0 0-0 0-0) referto | Schwaz Hammers | Umdasch Stadion |

| Hohenems 16 aprile 2023, ore 14:00 Recupero 1ª giornata | Cineplexx Blue Devils | 16 – 24 (13-3 0-19 0-0 3-0) referto | Amstetten Thunder | Stadion Herrenried |

| Amstetten 22 aprile 2023, ore 16:00 3ª giornata | Amstetten Thunder | 37 – 0 (14-0 21-0 2-0 0-0) referto | Upper Styrian Rhinos | Umdasch Stadion |

| Klagenfurt am Wörthersee 1º maggio 2023, ore 15:00 4ª giornata | Carinthian Lions | 34 – 51 (0-17 7-0 14-7 13-27) referto | Amstetten Thunder | Sportplatz Annabichl |

| Amstetten 20 maggio 2023, ore 16:00 6ª giornata | Amstetten Thunder | 24 – 20 (7-0 3-7 7-7 7-6) referto | Cineplexx Blue Devils | Umdasch Stadion |

| Schwaz 28 maggio 2023, ore 15:00 7ª giornata | Schwaz Hammers | 13 – 29 (0-7 0-22 0-0 13-0) referto | Amstetten Thunder | Silberstadt Arena |

| Oberaich 3 giugno 2023, ore 15:00 8ª giornata | Upper Styrian Rhinos | 0 – 40 (0-13 0-13 0-7 0-7) referto | Amstetten Thunder | SV Oberaich |

| Amstetten 17 giugno 2023, ore 16:00 9ª giornata | Amstetten Thunder | 34 – 20 (7-0 13-7 7-13 7-0) referto | Carinthian Lions | Umdasch Stadion |

### Playoff
| Amstetten 15 luglio 2023, ore 18:00 Semifinale | Amstetten Thunder | 38 – 13 (14-0 10-0 7-6 7-7) referto | Sankt Pölten Invaders | Umdasch Stadion |

| Sankt Pölten 29 luglio 2023, ore 15:00 Silver Bowl | Amstetten Thunder | 16 – 20 (3-6 0-14 0-0 13-0) referto | Vienna Knights | NV Arena |

## Statistiche di squadra
| Competizione      | %Vittorie | In casa | In casa | In casa | In casa | In casa | In casa | In trasferta | In trasferta | In trasferta | In trasferta | In trasferta | In trasferta | Totale | Totale | Totale | Totale | Totale | Totale |
| Competizione      | %Vittorie | G       | V       | N       | P       | Pf      | Ps      | G            | V            | N            | P            | Pf           | Ps           | G      | V      | N      | P      | Pf     | Ps     |
| ----------------- | --------- | ------- | ------- | ------- | ------- | ------- | ------- | ------------ | ------------ | ------------ | ------------ | ------------ | ------------ | ------ | ------ | ------ | ------ | ------ | ------ |
| Stagione regolare | 1.000     | 4       | 4       | 0       | 0       | 115     | 40      | 4            | 4            | 0            | 0            | 144          | 63           | 8      | 8      | 0      | 0      | 259    | 103    |
| Playoff           | .500      | 2       | 1       | 0       | 1       | 54      | 33      | 0            | 0            | 0            | 0            | 0            | 0            | 2      | 1      | 0      | 1      | 54     | 33     |
| Totale            | .900      | 6       | 5       | 0       | 1       | 169     | 73      | 4            | 4            | 0            | 0            | 144          | 63           | 10     | 9      | 0      | 1      | 313    | 36     |